# Hispano-Suiza 15–45 HP

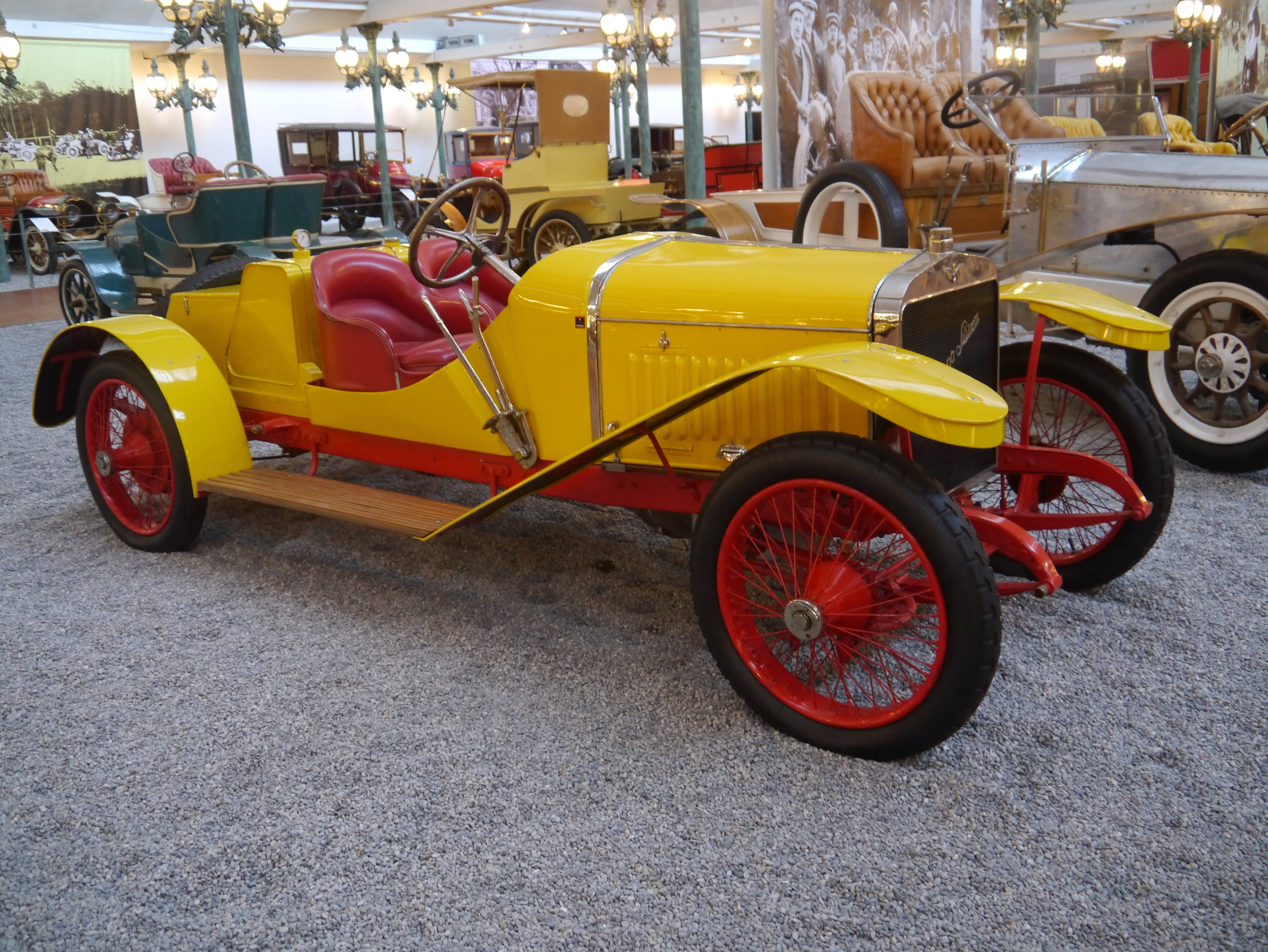
Seitenansicht

Der Hispano-Suiza 15–45 HP ist ein Pkw-Modell. Andere Bezeichnungen waren Hispano-Suiza 45 Cr und Hispano-Suiza Alfonso XIII. Der Konzern Hispano-Suiza stellte die Fahrzeuge zunächst im Werk La Hispano-Suiza im spanischen Barcelona her. Ab 1911 erfolgte die Montage im Zweigwerk Société Française Hispano-Suiza im französischen Levallois-Perret.

## Beschreibung
Alfons XIII., König von Spanien, hatte eine enge Verbindung zu Hispano-Suiza. Er erhielt das Fahrzeug mit der Nummer 504. Anschließend gestattete er dem Unternehmen, dass das Fahrzeug seinen Namen trug.
Das Fahrzeug war eine sportliche Variante im Sortiment. Viele waren Sportwagen, die teilweise auch als Rennwagen eingesetzt wurden. Es begann im September 1909 mit einem Rennwagen. Die Serienfertigung startete 1910.
Der Vierzylindermotor war wassergekühlt. Er war als Frontmotor vorn im Fahrgestell eingebaut und trieb über eine Kardanwelle die Hinterachse an. Das Getriebe hatte zunächst drei Gänge. Ab 1912 war optional ein Vierganggetriebe erhältlich.
Der Motor hatte zunächst 80 mm Bohrung, 170 mm Hub und 3418 cm³ Hubraum. 1911 wurde der Hub auf 180 mm verlängert, was 3619 cm³ Hubraum ergab. Als Motorleistung sind 40 bis 45 PS angegeben. Eine andere Quelle gibt 56 PS an.
Im Vereinigten Königreich wurde das Fahrzeug auch 45 HP und 15,9 HP genannt und war mit 15,9 RAC Horsepower eingestuft.
Drei verschiedene Fahrgestelle sind überliefert. Das kurze aus der Zeit bis 1911 hatte 240 cm Radstand, 125 cm (vorn) bzw. 127 cm (hinten) Spurweite und wog 550 kg. Das mittellange mit 266 cm Radstand, 124 cm Spurweite und 750 kg Gewicht gab es von 1911 bis 1914. Das längste mit 300 cm Radstand, 130 cm Spurweite und 800 kg Gewicht stand von 1912 bis 1914 zur Verfügung.
Die Aufbauten entstanden oftmals durch externe Karosseriebauunternehmen. Bekannt sind Phaeton, Roadster, Torpedo, zwei- und viertürige Limousine, Landaulet und Coupé.
Der Hispano-Suiza Type 25 von 1914 war eine Variante mit größerem Motor. 

## Produktionszahlen
1910 entstanden elf Fahrzeuge in Spanien. Zusammen mit dem Prototyp von 1909 sind es zwölf.
In Frankreich sind 50 Fahrzeuge für 1911 und 157 für 1912 überliefert. 1913 waren es 205 Fahrzeuge. 1914 entstanden 92 Fahrzeuge.
Nachfolger wurde der Hispano-Suiza Tipo 26.
Gooding & Company bot 2013 eine Limousine von 1911 an, erwartete einen Preis zwischen 450.000 und 550.000 US-Dollar, versteigerte das Fahrzeug jedoch nicht. Bonhams bot 2015 einen Tourenwagen von 1913 mit dem britischen Kennzeichen BF 7207 an, konnte das Fahrzeug bei einem Schätzpreis von 190.000 bis 240.000 Euro aber nicht versteigern. RM Sotheby’s wurde 2020 auf einer Auktion ein Fahrzeug von 1913 nicht los. Erwartet wurden 650.000 bis 900.000 Euro.